# Menhir du Rhun

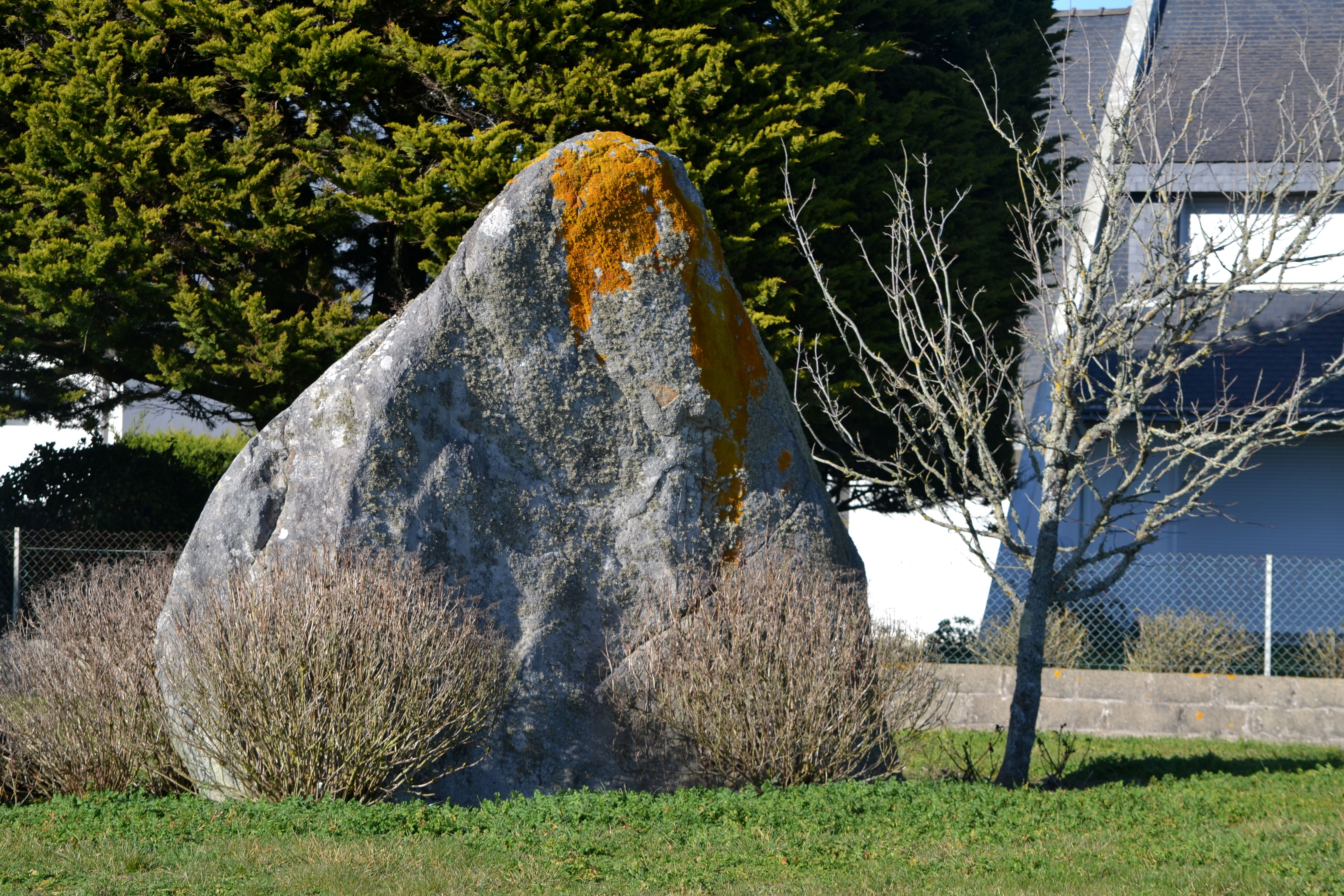
Menhir du Rhun

Der Menhir du Rhun (auch Presbytère genannt) steht im Garten eines Hauses an der Straße Résidence er Menhir, in Locquénin, südöstlich von Plouhinec, bei Lorient im Département Morbihan in der Bretagne in Frankreich.
Der imposante Menhir von etwa 3,0 Metern Höhe, 4,0 Metern Breite und 1,0 Meter Dicke ist nach Angaben des Eigentümers der Überrest eines Dolmens. Die Steine des Alignements von Kerzine weisen in seine Richtung.